# Nadinići
Nadinići (cyr. Надинићи) – wieś w Bośni i Hercegowinie, w Republice Serbskiej, w gminie Gacko. W 2013 roku liczyła 162 mieszkańców.